# ادالاتی
ادالاتی (به انگلیسی: Adalatti) در هند است که در کارناتاکا واقع شده‌است.